# Ctenomys boliviensis
El tuco-tuco boliviano (Ctenomys boliviensis) es una especie de roedor de familia  Ctenomyidae. Mide unos 25 cm de longitud. Presenta dientes filosos y usualmente anaranjados.
Se encuentra en Argentina, Bolivia y Paraguay.

## Características
El tuco-tuco boliviano alcanza una longitud promedio de cabeza a torso de alrededor de 27,6 centímetros para los machos y 22,1 centímetros para las hembras, así como una longitud promedio de la cola de 8,0 y 9,5 centímetros respectivamente. El peso de los machos en promedio es de 650 gramos y el de las hembras 420 gramos. La longitud media de las orejas es de 12 y 9 milímetros y la longitud media de las patas traseras es de 46 y 45 milímetros. Esto la convierte en una especie comparativamente grande del género. El pelaje dorsal es brillante, suave y corto, y generalmente es de color marrón rojizo claro. La parte superior de la cabeza y el hocico son de color negro-marrón, y una banda indistinta de color marrón oscuro se extiende alrededor del cuello y hasta la espalda. El vientre es de color rojo óxido claro a amarillo y los animales tienen una mancha blanca al comienzo del abdomen. La cola es de color marrón oscuro en la parte superior y clara en la parte inferior.
El cráneo está fuertemente desarrollado con una notable disminución en el medio de la región del hocico. Los incisivos superiores son muy anchos.
El cariotipo es variable y consta de un conjunto de cromosomas de 2n=36 a 46 cromosomas (FN=64). Los espermatozoides de los animales son simétricos.